# Metajna
Metajna ist ein Dorf auf der Insel Pag, die zwischen Rijeka und Zadar in der kroatischen Adria liegt. Das Dorf hat 215 Einwohner und gehört zur Gespanschaft Lika-Senj. Die Menschen des Dorfes leben vom Fischfang, der Schafzucht, dem Weinanbau und seit den 1980er Jahren immer stärker vom Tourismus.
Zum Ort gehört der Strand Ručica, welcher sich durch seine geschützte Lage in einer gegenüber der Stadt Pag gelegenen Bucht auszeichnet.
Am 25. Juni 1941 errichtete das faschistische Ustaša-Regime in Metajna das KZ Metajna, in dem Tausende Juden, Serben und regimekritische Kroaten ums Leben kamen. Später kam in der nahe gelegenen Bucht Slana ein zweites Lager – für Frauen und Kinder – dazu, das KZ Slana. Die Opfer wurden oft auf bestialische Weise umgebracht und danach in Gruben oder ins Meer geworfen. Die beiden Lager wurden aufgelöst, nachdem Ende August 1941 die Insel an italienische Streitkräfte übergeben wurde. Die Überlebenden wurden größtenteils ins kroatische Konzentrationslager KZ Jasenovac transportiert.